# Friederike Beckert
Friederike Beckert, geb. Beyer, (* 1775 in Freiberg; † 22. Januar 1839 ebenda) war eine deutsche Schriftstellerin.

## Leben
Beckert kam als Tochter des Kaufmanns Beyer in Freiberg zur Welt. Sie heiratete den Senator und Stadtschreiber Johann Gottlieb Beckert und verstarb 1839 verwitwet in ihrer Geburtsstadt. „Als Dichterin hat sie zur Erhöhung mancher Feier beigetragen und das Herzliche ihrer Produkte sprach ebensowohl an, als der schöne Fluß ihrer Reime“, wurde in einem Nachruf auf sie geschrieben.
Beckert verfasste vor allem Lyrik. Ihre Gedichte erschienen Anfang des 19. Jahrhunderts in verschiedenen Zeitschriften, darunter in Johann Friedrich Kinds Harfe und in der Abend-Zeitung.

## Werke (Auswahl)
- 1818: Natur und Kunst. Ein Gedicht. In: Die Harfe, Nr. VII, 1817, S. 309–314 (eingeschränkte Vorschau in der Google-Buchsuche).
- 1819: An die Parzen. In: Abend-Zeitung, Nr. 97, 1819 (Digitalisat).
- 1819: Im Kabinett der Mengsschen Gipsabdrücke zu Dresden. In: Abend-Zeitung, Nr. 119, 1819 (Digitalisat).
- 1819: Auf den Tod einer Nachtigall. In: Abend-Zeitung, Nr. 138, 1819 (Digitalisat).
- 1822: Gedicht an I. K. H. die neuvermählte Prinzessin Amalie Auguste von Sachsen, geb. Prinzessin von Baiern, bei ihrer Ankunft in Freiberg. November 1822
- 1823: An ein Schneeglöckchen. Gedicht. In: Abend-Zeitung, Nr. 190, 1823 (Digitalisat).

Beckert schrieb zudem für die Freiberger gemeinnützigen Nachrichten. Gedichte von ihr erschienen zudem in Penelope, dem Taschenbuch für das Jahr 1837, und im Sammelband Liebe zur Jugend aus dem Jahr 1840.